# Mellisugini
Mellisugini – plemię ptaków z podrodziny kolibrów (Trochilinae) w rodzinie kolibrowatych (Trochilidae).

## Występowanie
Plemię obejmuje gatunki występujące w Ameryce.

## Systematyka
Do plemienia należą następujące rodzaje:
- Tilmatura Reichenbach, 1854 – jedynym przedstawicielem jest Tilmatura dupontii (Lesson, 1832) – koliberek jaskółczy
- Calliphlox Boie, 1831 – jedynym przedstawicielem jest Calliphlox amethystina (Boddaert, 1783) – koliberek ametystowy
- Thaumastura Bonaparte, 1850 – jedynym przedstawicielem jest Thaumastura cora (Lesson & Garnot, 1827) – brzytwosterek
- Myrmia Mulsant, 1876 – jedynym przedstawicielem jest Myrmia micrura (Gould, 1854) – lilipucik
- Myrtis Reichenbach, 1854 – jedynym przedstawicielem jest Myrtis fanny (Lesson, 1838) – cęgosterek
- Rhodopis Reichenbach, 1854 – jedynym przedstawicielem jest Rhodopis vesper (Lesson, 1829) – oazik
- Philodice Mulsant, J. Verreaux & E. Verreaux, 1866
- Eulidia Mulsant, 1877 – jedynym przedstawicielem jest Eulidia yarrellii (Bourcier, 1847) – brzęczek chilijski
- Chaetocercus G.R. Gray, 1855
- Microstilbon Todd, 1913 – jedynym przedstawicielem jest Microstilbon burmeisteri (P.L. Sclater, 1888) – brzęczek cienkosterny
- Calothorax G.R. Gray, 1840
- Doricha Reichenbach, 1854
- Archilochus Reichenbach, 1854
- Nesophlox Ridgway, 1910
- Mellisuga Brisson, 1760
- Calypte Gould, 1856
- Selasphorus Swainson, 1832